# Pharmacophore

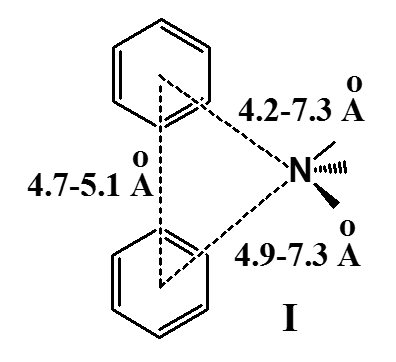
Pharmacophore des antihistaminiques.

Un pharmacophore est constitué par une partie pharmacologiquement active d'une molécule servant de modèle. Les pharmacophores sont donc des ensembles d'atomes actifs utilisés dans la conception de médicaments. Le pharmacophore est une représentation géométrique idéalisée, seule la modélisation en 3D peut permettre une utilisation optimale pour la création de nouveaux médicaments.

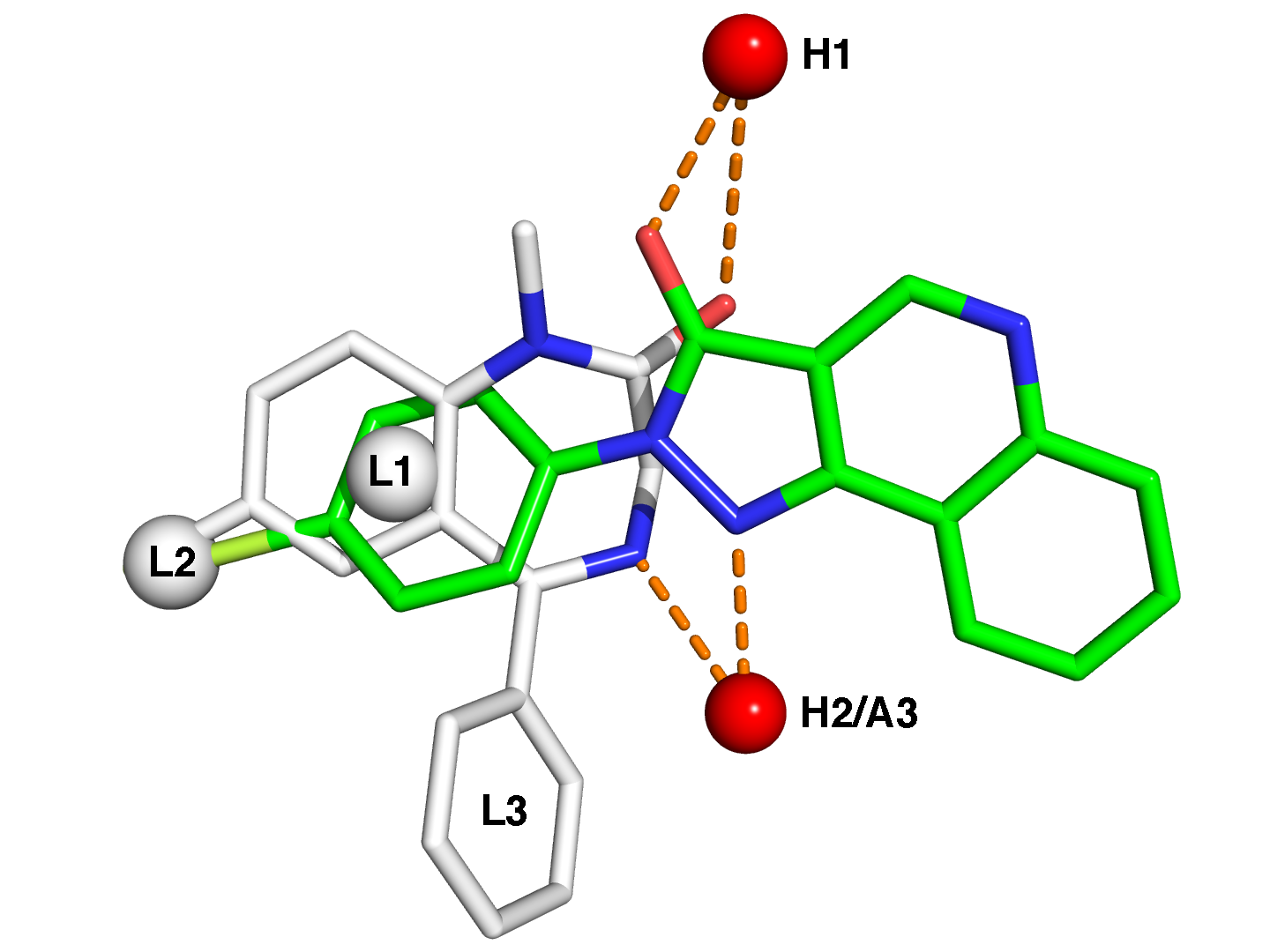
Pharmacophore de la benzodiazépine
.

Autre exemple de pharmacophore.

Un pharmacophore est l'ensemble des groupements fonctionnels disposés selon un arrangement spatial adéquat, assurant la fixation du médicament sur le récepteur et donc capable d'induire la réponse physiologique. Le squelette de la molécule assure le maintien de cet échafaudage et ne joue a priori pas de rôle déterminant dans le déclenchement de la réponse (pour autant qu'il n'empêche pas l'interaction pour raisons d'encombrement stérique). En théorie les médicaments qui provoquent une réponse physiologique donnée sur un récepteur donné devraient posséder le même pharmacophore.